# Arrivée d'un train gare de Joinville
Arrivée d'un train gare de Joinville byl francouzský němý film z roku 1896. Režisérem byl Georges Méliès (1861–1938). Film byl natočen pravděpodobně na konci července 1896. Film je stejně jako snímek Arrivée d'un train gare de Vincennes považován za ztracený. Oba byly svým způsobem remakem filmu L'Arrivée d'un train en gare de La Ciotat.

## Děj
Film zachycuje vlak, jak přijíždí do vlakového nádraží v Joinville.